# Landes-sur-Ajon
Landes-sur-Ajon ist eine französische Gemeinde mit 459 Einwohnern (Stand: 1. Januar 2022) im Département Calvados in der Region Normandie. Sie gehört zum Arrondissement Vire und zum Kanton Les Monts d’Aunay. Die Einwohner werden als Landais bezeichnet.

## Geografie
Landes-sur-Ajon liegt rund 20 km südwestlich von Caen. Umgeben wird die Gemeinde von Tournay-sur-Odon im Norden, Vacognes-Neuilly im Osten, Préaux-Bocage im Südosten, Banneville-sur-Ajon im Süden, Le Mesnil-au-Grain im Südwesten, Épinay-sur-Odon im Westen sowie Parfouru-sur-Odon in nordwestlicher Richtung.

## Bevölkerungsentwicklung
| Jahr                             | 1793 | 1836 | 1876 | 1926 | 1946 | 1968 | 1990 | 2008 | 2016 |
| Einwohner                        | 383  | 454  | 350  | 218  | 189  | 170  | 250  | 348  | 413  |
| Quelle: Cassini, EHESS und INSEE |      |      |      |      |      |      |      |      |      |

## Sehenswürdigkeiten
- Kirche Notre-Dame aus dem 19. Jahrhundert
- Lavoir am Lieu-dit Bas de Landes

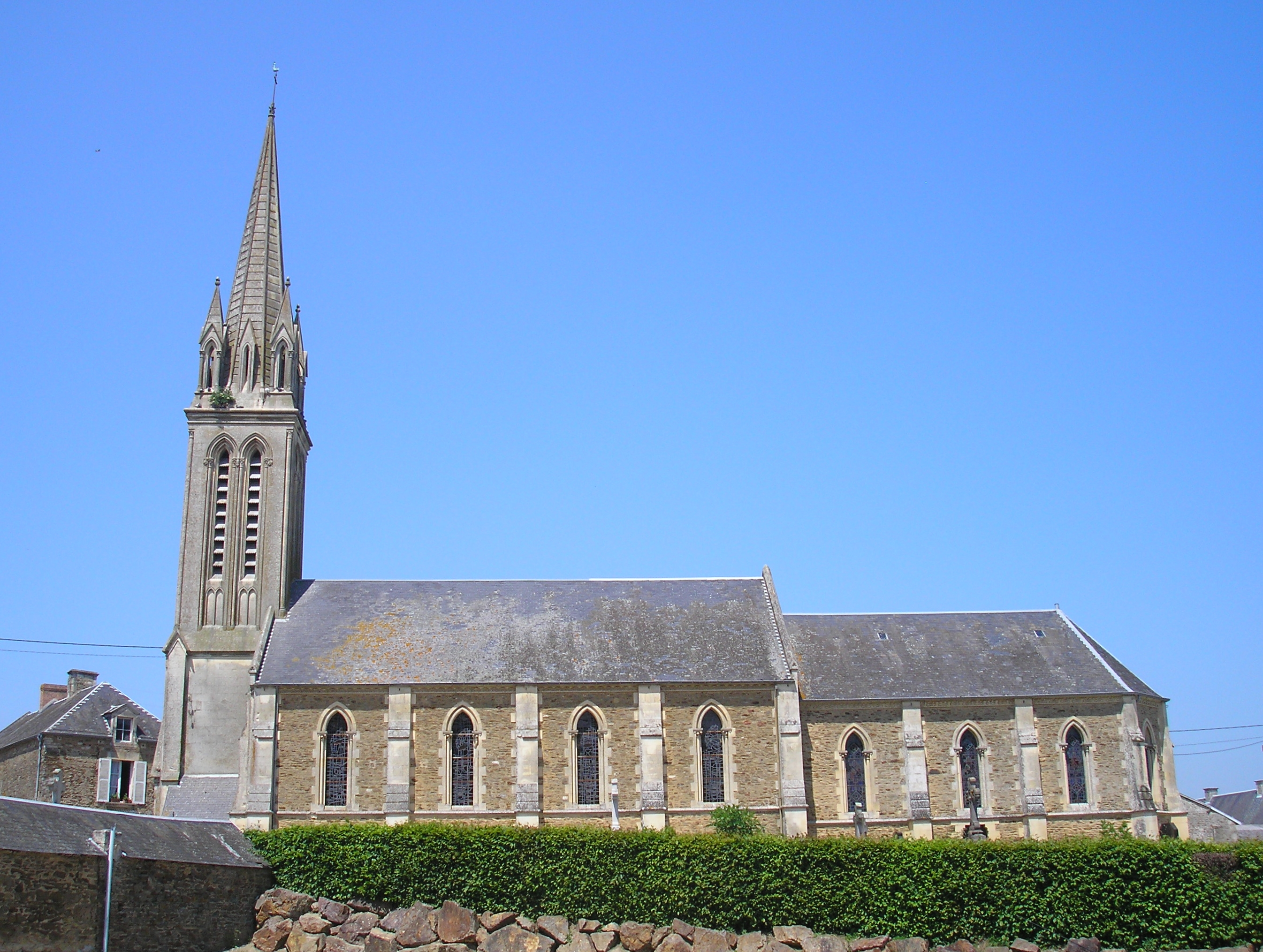
Kirche Notre-Dame
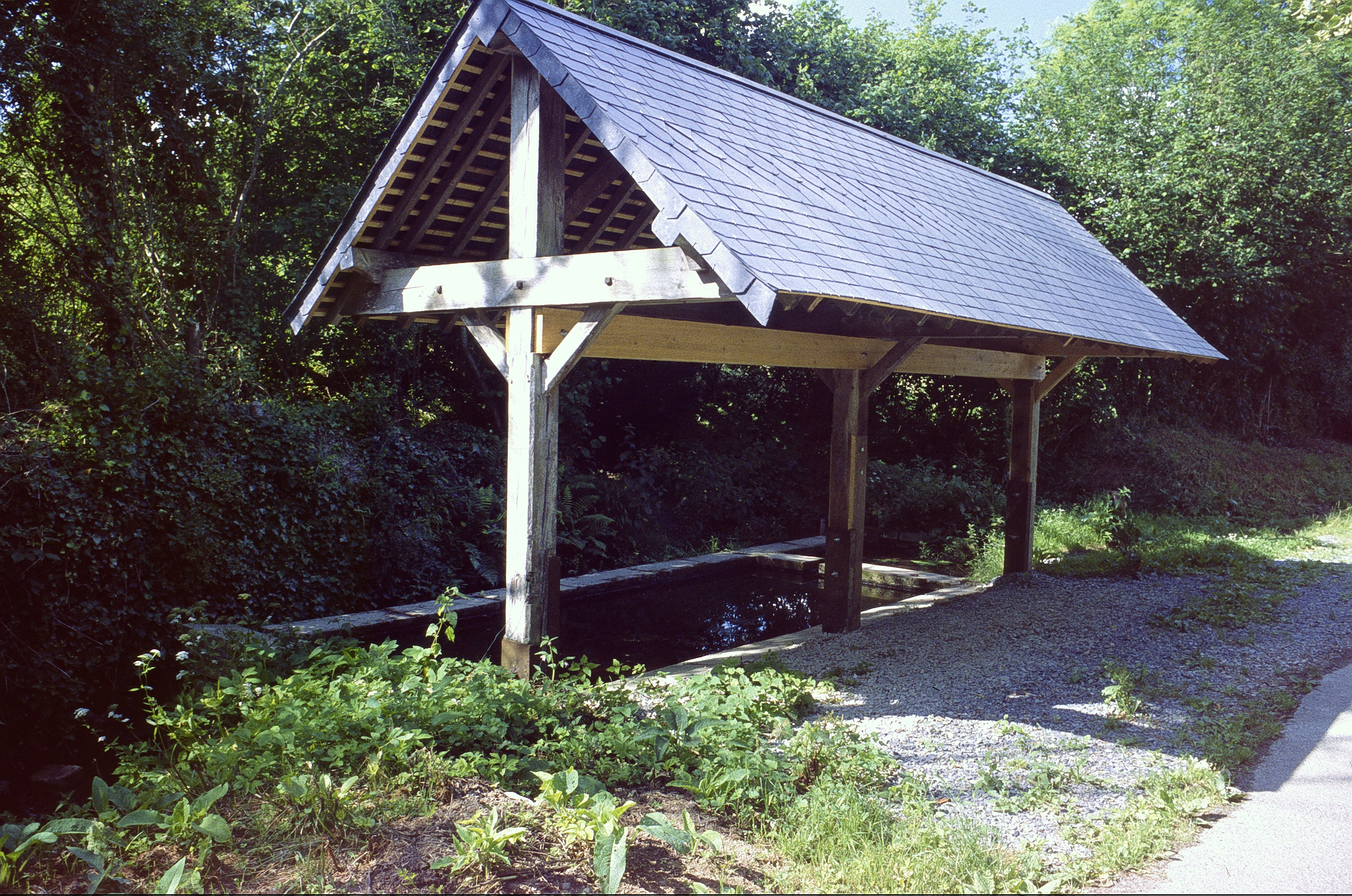
Lavoir